# Albert de Pury
Pour les articles homonymes, voir Pury.
Albert de Pury, né le 22 décembre 1940 à Neuchâtel et mort le 5 juin 2025 à Bâle, est un exégète bibliste suisse, notamment professeur d'Ancien Testament aux facultés de théologie de l'université de Neuchâtel puis de l'université de Genève. Il est l'un des spécialistes de l'histoire biblique, spécialiste des traditions littéraires et religieuses du Proche-Orient ancien. Ses travaux marquent l'exégèse internationale, particulièrement francophone.

## Biographie
Il était d’origine neuchâteloise par son père et bâloise par sa mère . Il a fait des études de théologie à Bâle puis à Neuchâtel, avant de se rendre à l'École biblique de Jérusalem où il a acquis des compétences en archéologie qui marquent ses travaux sur les textes bibliques.
Il a enseigné l'hébreu biblique à la Faculté de théologie de l'université de Neuchâtel de 1966 à 1972. En 1975, il a publié son Doctorat sur la formation du cycle de la figure du patriarche Jacob, étude qui l'accompagnera au long de sa carrière et remet profondément en question l'opinion répandue jusque-là d'une composition parcellaire du texte. De 1972 à 1984, il a enseigné l'Ancien Testament. Il a ensuite été nommé à la faculté de théologie de l'université de Genève où il a enseigné pendant trente ans et dont il était doyen.
Albert de Pury a dirigé le Centre d'études du Proche-Orient ancien (CEPOA) et est membre de l'Académie suisse des sciences humaines et sociales. Engagé dans le dialogue entre les religions du Livre, il a également été membre de la Fondation Racines et Sources.

### Travaux
Ses forts nombreux travaux portent notamment sur les figures d’ancêtres bibliques et particulièrement Jacob, sur le Pentateuque, le Livre des Juges, le canon biblique - particulièrement en sa troisième partie, les ketouvim -, la source P ou encore l’histoire d’Israël et du judaïsme dans l’Antiquité.
À l'époque de son arrivée à l'université de Genève, le débat sur la formation du Pentateuque agite le monde de la recherche des études bibliques. S'intéressant aux origines littéraires de la bible hébraïque, il est à l'initiative du projet Le Pentateuque en question qui porte dans le monde francophone ce débat qui débouchera sur une profonde remise en question de l'hypothèse documentaire. De Pury participe de manière importante à ce débat par ses travaux sur le cycle de Jacob qui développent l'idée que Jacob représente une tradition fondatrice autonome du Pentateuque, à côté des traditions de Moïse et de l'Exode.
Son engagement dans le dialogue entre les trois monothéismes se reflète dans son travail scientifique, le portant à s'intéresser à la naissance du monothéisme juif ainsi qu'aux problèmes théologiques soulevés par celle-ci en termes de cohabitation ou de ségrégation. Il s’est également intéressé à la référence aux traditions religieuses dans le conflit israélo-palestinien.
Il participe à différentes publications internationales et est notamment l'auteur des articles « El Olam », « El-Roï », et « Lahaï-Roï », dans le Dictionary of Deities and Demons in the Old Testament, paru aux éditions Brill ou encore « Hébreux », « Jacob », « Juges », « Patriarches » et « Tribu (Israël) » dans le Dictionnaire de l’Antiquité édité par les Presses universitaires de France.
Albert de Pury est en outre dessinateur et a publié trois ouvrages de dessins (cartoons) « Bonjour ! » (1992), « Big Bang » (1994) et « Oh, pardon ! et autres exclamations bibliques » (2007) aux éditions Labor et Fides.

## Honneurs
Albert de Pury est docteur honoris causa des universités de Zurich et de Budapest.